# Fawcett Publications
Fawcett Publications fue una editorial norteamericana fundada en 1919, en Robbinsdale (Minnesota), por Wilford Hamilton "Captain Billy" Fawcett (1885–1940). Al cumplir 16 años, Fawcett dejó su hogar en Minnesota para unirse al ejército, durante la Guerra hispano-estadounidense. Al regresar a Minnesota, trabajó como reportero del Star Tribune. Fawcett regresó al ejército durante la Primera Guerra Mundial y se involucró con la publicación militar Stars and Stripes, lo que le daría gran experiencia y donde le surgiría la idea de publicar sus primeras caricaturas en su revista Captain Billy's Whiz Bang, con lo que iniciaría un vasto imperio editorial que abarcaría revistas, cómics y libros
El título Captain Billy's Whiz Bang provenía de unir el sobrenombre de Fawcett con el mote que los soldados daban a la artillería alemana de la Primera Guerra Mundial Los primeros números de la publicación eran hechas con duplicados de panfletos, y redactado con una máquina de escribir prestada, cuyo alcance se limitaba a entregas hechas por Fawcett y sus hijos en el área de Minneapolis. Aunque la versión de Billy afirmaba que al iniciar la publicación de su revista en octubre de 1919, imprimía alrededor de 5000 ejemplares, al ser más rentable que imprimir tan solo unos cientos de revistas. Distribuía copias de Captain Billy's Whiz Bang entre los veteranos de guerra que se encontraban en Minnesota, así como a sus amigos, mientras que el resto las hacía circular en varios hoteles. En ella hacía bromas como "AWOL means After Women Or Liquor" (AWOL significa tras mujeres o licor), que fueron gustando entre el público, hasta que en 1921, Fawcett alegaba que sus ventas rozaban el millón de ejemplares.
El libro Humor Magazines and Comic Periodicals señala:
Pocas publicaciones de la época reflejan el cambio cultural que trajo consigo la Primera Guerra Mundial al estilo de vida americano como lo hizo Captain Billy’s Whiz Bang. Para algunos [ésta] representa el declive de la moralidad y la pérdida de pudor a la sexualidad; para otros mayor apertura. Durante la década de 1920, Captain Billy’s era la revista de cómics más popular de Estados Unidos, mezclando en sus páginas poesía mordaz, bromas pícaras y juegos de palabras, dirigidas al público del pequeño pueblo y con un aire de "sofisticación".
La revista Captain Billy's Whiz Bang sería inmortalizada en la letra de la canción "Trouble" del musical de Meredith Willson The Music Man (1957). Aunque esto se trata de un anacronismo, pues The Music Man tiene lugar en River City, Iowa en 1912, siete años antes que la revista comenzara a circular. Algo similar ocurrió en el estreno de la serie de televisión The Time Tunnel, titulado "Rendezvous with Yesterday" (Encontrarse con el ayer), el cual se sitúa a bordo del Titanic (en 1912), y donde en una escena se puede apreciar una copia de Captain Billy's Whiz Bang en una de las mesas.

## Captain Billy
La revista contenía una fotografía de Fawcett en uniforme y con la siguiente nota, "Esta revista es editada por un veterano de la guerra hispano-estadounidense y de la Gran Guerra, devoto a las Fuerzas de Combate de los Estados Unidos y Canadá." Con sus 64 páginas, formato digest y humor la publicación rápidamente incremento sus ventas. Para 1923, la revista vendía 425,000 y generaba ganancias por $500,000 dólares anuales.

## Expansión
Con el incremento en el número de lectores de Captain Billy's Whiz Bang, Fawcett lanzó una serie de anuarios Whiz Bang y una publicación similar que llamaría Smokehouse Monthly. La popularidad de Whiz Bang alcanzó su punto máximo durante la década de 1920 y para la siguiente década su circulación disminuyó, cuando sus lectores buscaron un humor más sofisticado en la revista Esquire, fundada en 1933. Influyó en otras publicaciones de humor en formato digest, entre ellas Charley Jones Laugh Book, la cual continuó vendiéndose hasta la década de 1950.
El éxito Fawcett le permitió abrir el hotel Breezy Point Resort en Pelican Lake, Breezy Point, Minnesota. Como algunas celebridades se hospedaban en el lugar, Fawcett arreglo la carretera de Breezy Point a Pequot Lakes con asfalto con sus propios recursos. Los planes para el lugar incluían una enorme casa de campo, capaz de albergar a 700 personas, hecha con pinos noruegos, algunos medían 21m de longitud. Entre las celebridades que asistían al hotel figuraban Carole Lombard, Tom Mix y Clark Gable. La mansión "Wilford H. Fawcett House", se encuentra disponible al público hoy en día, y se encuentra decorada con pieles de alce y venado, además de contar con 10 habitaciones y 8 baños. has ten bedrooms and eight baths. La sala principal cuenta con un techo de catedral, un loft, un bar y una gran chimenea de piedra. 
Harry Truman fue otro de los huéspedes de Breezy Point. Edward McKim, amigo de Truman desde la Primera Guerra Mundial, relata su visita al lugar y el triunfo de Truman en las máquinas tragaperras:
El Capitán Billy era bastante hábil con una escopeta. Él estuvo en el equipo olímpico norteamericano en alguna ocasión. Tenía algunas trampas por ahí, así que fuimos a realizar algunos tiros. Tenía un par de huéspedes, entre ellos Dr. Joe Mayo, hijo del Dr. Charlie Mayo. Joe murió años más tarde en un accidente automovilístico. Fue hermano del Dr. Chuck Mayo quien se acaba de retirar de la Clínica Mayo. Hicimos algunos tiros de práctica en aquella ocasión, pero íbamos todas las noches antes de la cena. Era un viaje de 64km, y nos detuvimos en una barbería en Brainerd, Minnesota, donde ganó un premio en una máquina del vestíbulo y esa misma noche en Breezy Point.
En algunos números de Whiz Bang, Fawcett escribió sobre sus vacaciones en Los Ángeles, Miami, Nueva York y París, junto con artículos sobre amistades suyas como Jack Dempsey, Sinclair Lewis y Ring Lardner.

## La marcha de las revistas
Durante la década de 1930, Fawcett y sus hijos establecieron un conjunto de revistas que finalmente alcanzarían en total 10 millones de ejemplares en un mes. La revista True Confessions por sí misma tenía una tirada de 2 millones al mes. Sin embargo, durante la Segunda Guerra Mundial la escasez de papel obligó a Fawcett a mantener solo 14 de sus 49 revistas. Entre las revistas publicadas por Fawcett durante este periodo figuran Battle Stories, Cavalier]], Daring Detective, Dynamic Detective, Family Circle, Motion Picture, Movie Story, Rudder (después unida con Sea), Screen Secrets, Secrets, Triple-X Western y True. Woman's Day, fue agregada en 1948, con una circulación de 6,500,000 ejemplares para 1965.
La más famosa revista de Fawcett fue Mechanix Illustrated, la cual comenzó su circulación en la década de 1920 como Modern Mechanics and Inventions, siendo después retitulado Modern Mechanix y luego alterada a Mechanix Illustrated, antes de convertirse en Home Mechanix en 1984. Al ser adquirida por Time Inc., que fue retitulado otra vez Today's Homeowner en 1993.

## Ilustradores y editores
El ilustrador Norman Saunders se unió al personal de Fawcett en 1927, luego de hacer algunas ilustraciones para el editor de Fawcett, Weston "Westy" Farmer, siendo su primera ilustración que llegó a la portada en agosto de 1929, para Modern Mechanics and Inventions. Saunders continuó haciendo portadas para Fawcett durante la década de 1930, y cuando Fawcett abrió sus oficinas en Manhattan en 1934, Saunders y otros empleados fueron reubicados en New York.

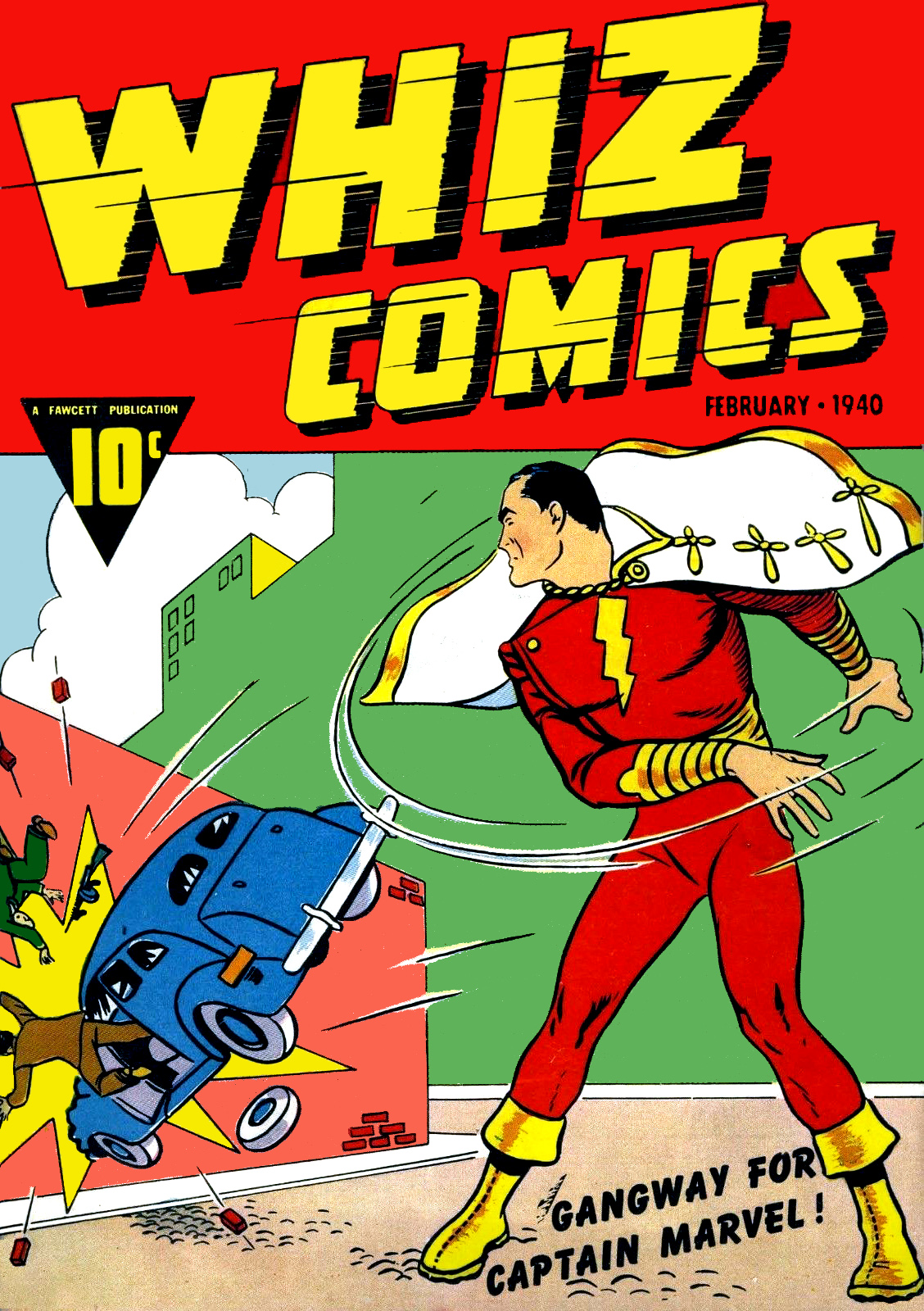
Whiz Comics #2 (Febrero de 1940), La primera aparición de Capitán Marvel. Arte por C. C. Beck.

Larry Eisinger, editor de ciencias para 'Mechanix Illustrated, encabezó el movimiento nacional "DIY (do-it-yourself - hazlo tú mismo)" siendo editor en jefe para la serie de libros How-To y creó las enciclopedias Mechanix Illustrated Do-It-Yourself Encyclopedia y The Practical Handyman's Encyclopedia, teniendo ventas de casi 20 millones de copias. En 1959 Electronics Illustrated fue creada para el público aficionado a los proyectos DIY. Finalmente se fusionó con Mechanix Illustrated a finales de 1972.
Luego del enorme crecimiento de sus publicaciones durante la década de 1930, Fawcett Publications se mudó oficialmente a sus oficinas de New York y Greenwich, Connecticut en 1940. siendo la sede corporativa en Greenwich, y la editorial conocida como Fawcett World Library, en New York.
Los hijos de Fawcett continuaron la expansión de la empresa tras la muerte de su padre el 7 de febrero de 1940. En ese mismo año, la compañía lanzó Fawcett Comics, y de acuerdo a su director de circulación Roscoe Kent Fawcett: "Yo era el responsable, sentía, por el Capitán Marvel. Nos metí en el negocio de los cómics. Le dije: 'Denme un Superman, pero que su otra identidad sea un niño de 10 o 12 años de edad, en lugar de un hombre.' Al Allard se hizo cargo de coordinar el proyecto con la ayuda del director editorial Ralph Daigh ".
En 1939 Daigh puso el proyecto en manos del escritor William Parker y el artista Clarence Charles Beck. Su personaje, Capitán Marvel, apareció por primera vez en Whiz Comics # 2 (febrero de 1940) con gran éxito, consiguiendo su propio título, Captain Marvel Adventures, a principios de 1941. Al éxito del nuevo personaje se unieron series spin-off, como Capitán Marvel Jr. en 1941 y Mary Marvel en 1942. Entre otros personajes de la serie destacan, Captain Midnight, Bulletman y Bulletgirl, Nyoka the Jungle y Spy (que se convirtió en Crime Smasher después de la Segunda Guerra Mundial). La circulación de Captain Marvel Adventures llegó a superar en ventas a Superman a mediados de la década de 1940. Capitán Marvel Jr. influyó tanto Elvis Presley que tomó prestadas sus poses, peinado e insignia del personaje.

## Gold Medal Books
Fawcett también distribuía revistas de forma independiente en un quiosco, hasta que en 1945, la empresa negoció un contrato con New American Library para distribuir sus títulos mentores y de sello. Sin embargo el contrato prohibía a Fawcett de competir mediante la publicación de sus propias reimpresiones de bolsillo. En 1949, Roscoe Fawcett decidió establecer su propia línea de libros de bolsillo y supuso que un título original no entraría en una violación del contrato. Para probar esta falla en el contrato, Fawcett publicó dos antologías - The Best of True Magazine y What Today's Woman Should Know About Marriage and Sex. Fawcett se salió con la suya y anunció su línea Gold Medal Books, marcando una revolución en la edición en papel.
El primer editor Gold Medal fue Jim Bishop, un exeditor del semanario Collier reconocido por sus títulos más vendidos de no ficción: The Day Lincoln Was Shot, The Day Christ Died y The Day Kennedy Was Shot. Cuando Bishop se retiró fue reemplazado por William Charles Lengel (1888-1965), un editor veterano, agente, autor de historias cortos y novelista (Forever and Ever, Candles in the Wind). En febrero de 1951, el exeditor de Hollywood, Richard Carroll firmó como un editor Gold Medal. 
Otro editor Gold Medal Knox Burger, quien dijo, "A través de su serie Gold Medal, Fawcett fue capaz de dar a muchos autores ahora conocidos la oportunidad de publicar sus trabajos al inicio de sus carreras - entre ellos John D. MacDonald y Kurt Vonnegut. Fawcett también permitió a escritores consagrados como William Goldman y Mackinlay Kantor la oportunidad de ser creativos bajo seudónimos ".
Rona Jaffe se unió a la compañía Fawcett en la década de 1950, como una mera empleada de archivo, y fue promovida hasta llegar a la posición de editor asociado. Después de cuatro años en Fawcett, buscó su carrera como escritora, siendo su best-seller en 1958 la novela The Best of Everything, adaptada en una película de 1959 y en una serie de TV en 1970. Al salir Jaffe de Fawcett en 1955, llegó Leona Nevler, quien trabajó para Little, Brown and Company, pero fue reconocida por ver el potencial de la escritora Grace Metalious con su novela Peyton Place, la cual fue best-seller. Luego sus 26 años en Fawcett, Nevler se convirtió en la directora de la editorial en 1972.
Comenzando su numeración en el 101, Gold Medal inició con Alan Hynd y We Are the Public Enemies, la antología Man Story (102) y The Persian Cat de John Flagg (103). Gold Medal se especializó en novelas originales, algunos de mala calidad, pero otras en un único estilo que las hacía más contemporáneas que otras. Entre los primeros autores de Gold Medal figuran John D. MacDonald, Charles Williams y Richard S. Prather, Benjamin Appel, Bruno Fischer, David Goodis, Día Keene, Dan J. Marlowe, Wade Miller, Jim Thompson, Lionel White y Harry Whittington.
En una entrevista por Ed Gorman en 1984, MacDonald recordó: "A finales de 1949, escribí una novela corta de pasta dura. Mi agente, Joe Shaw, me pidió expandirla. Me resistí, pero accedí. Odio arruinar las cosas. Recortar es mejor. Todo puede recortarse. Pero crear toma tiempo. Gold Medal tomó el nuevo título The Brass Cupcake (124) siendo la primera novela de John D. MacDonald.
Gold Medal n.º 129 fue un inusual experimento gráfico, de la mano de John Millard's Mansion of Evil, un cómic que se vendió como un libro. Entre otros números durante la década de 1950 se encuentran Stretch Dawson por W. R. Burnett y tres novelas de misterio y aventuras - Nude in Mink por Sax Rohmer,I'll Find You por Richard Himmel. El artículo de Donald E. Keyhoe "Flying Saucers Are Real", causó tal sensación que tuvieron que imprimir otra tirada.
Las ventas se elevaron, provocando que Ralph Daigh comentara, "En los últimos seis meses hemos producido 9,020,645 libros, y la gente parece disfrutarlos mucho." Sin embargo, varios editores de tapa dura resentían la innovación Fawcett, como lo afirmaba LeBaron R. Barker, quien dijo que los originales en tapa blanda podrían "socavar toda la estructura de la edición".
Con un incremento de 35 títulos en 1950 hasta 66 títulos al año siguiente, el éxito evidente de Gold Medal terminó por revolucionar la industria. Mientras Fischer, MacKinlay Kantor, Louis L'Amour, John D. MacDonald, Richard Matheson y Richard Prather se unían a Gold Medal, otros editores pedían a sus agentes manuscritos originales. El agente literario Donald MacCampbell declaró que una editorial "amenazó con boicotear mi agencia si continuaba negociando contratos con firmas originales por 25 centavos."
Prather tenía en su cuenta bancaria $100 dólares cuando en 1950 su esposa le entregó un telegrama del agente Scott Meredith comunicando su primera venta. Aunque su primera novela no se vendió, Gold Medal le ofreció publicar su segunda novela y un contrato de cuatro libros, lanzando al poco tiempo Case of the Vanishing Beauty.
En 1950, House of Flesh de Bruno Fischer vendió 1,800,212 ejemplares. En 1951, Hill Girl de Charles Williams vendió 1,226,890 copias, 13 French Street de Gil Brewer vendió 1,200,365 y Cassidy's Girl por David Goodis vendió 1,036,497. Los autores se sintieron atraídos por Gold Medal porque las regalías se basaban en tiradas de impresión en lugar de las ventas reales, y ellos recibían todas las regalías en lugar del típico trato 50-50; además pagaban un anticipo de $2,000 dólares por adelantado y una tirada inicial de 200,000 ejemplares. Cuando la tirada aumentaba a 300,000, el adelanto era de $3,000.
Mickey Spillane y su best-seller I, the Jury tuvo un gran impulso por parte de Fawcett: 

En ese momento tenía que trabajar con tapa dura. Así que escribí I, the Jury y lo entregue a la editorial E.P. Dutton. Había sido rechazada por cuatro editores diferentes, todos ellos diciendo no, no, esto es demasiado violento, demasiado sucio ... y fue tomado por Roscoe Fawcett, de Fawcett Publications. Él era un distribuidor, haciendo cómics, pero vio el potencial, y se fue a la New American Library, que era de Signet Books, y dijo "Si imprimes este libro, yo lo distribuyo." Ahora no pueden conseguir la distribución, por lo que es una ganar-ganar para ellos, pero tienen que publicado en tapa dura, por lo que van a Dutton y dicen, si imprimes este, nosotros lo haremos de bolsillo. Así que ahora es de ganar-ganar-ganar, y ellos me ofrecen $250, y yo digo que no, necesitaba mil dólares para construirme una casa en Newburgh, por lo que obtener un anticipo de $1,000 era algo inaudito. Así Roscoe ordenó un millón de copias, ¡y eso si que era algo inaudito! Así que alguien en su equipo dice, oh, eso no era lo que quería decir, él debió referirse a un cuarto de millón. Así que sacan un cuarto de millón en el momento equivocado, pues los libros se venden muy bien en la época de Navidad, pero mi libro salió entre Navidad y Año Nuevo, lo que es la muerte, y se vendieron rápidamente, por recomendaciones de boca en boca, y se agotaron, y Fawcett decide sacar el resto de ellos, y el tipo dice que no hay nada más y Roscoe dice "¿que quieres decir?", pedí un millón, y el chico fue despedido.

En 1952, cuando su contrato con New American Library expiró, Fawcett inmediatamente comenzó a hacer reimpresiones través de varios sellos editoriales. Red Seal comenzó en abril de 1952 y publicó 22 títulos antes de quebrar un año después. En septiembre de 1955, la línea Premier Books trajo consigo títulos como The Art of Thinking por Ernest Dimnet. Crest Books, inició operaciones al mismo tiempo, y abarcó todos los géneros especialmente en los westerns y humor como Best Cartoons from True y Best from Captain Billy's Whiz Bang de Grady Lester, así como exitosa edición de Crest Books para la novela de Robert Bloch, Psycho. El jefe de redacción de Crest Books y Premier Books era Leona Nevler.
Entre 1960 y 1993, la serie de espionaje de Matt Helm, escrita por el norteamericano Donald Hamilton fue exclusiva de Gold Medal. A principios de 1960, la serie de Travis McGee, creada por John D. MacDonald se puso en marcha después de Knox Burger contactase a MacDonald: "A petición de Knox, en Fawcett, probé con un personaje para una serie. Me tomó tres intento con él para conseguir un libro con un personaje decente. Eso fue en 1964. Cuando tuve el primer libro de McGee, The Deep Blue Good-by, lo mantuvieron hasta que terminé otros dos más,Nightmare in Pink y A Purple Place for Dying. Con eso inició la serie."
Luego de su retiro en 1972, Daigh recordó: "Nosotros entramos en el negocio de los libros de bolsillo, pagábamos a los autores más de lo que se acostumbraba. En 1955, empezamos la línea Crest para reimprimir algunos libros de tapa dura, ampliamos la práctica a autores con ediciones de bolsillo. Esto causó sensación en la industria cuando pagamos $101,505 a James Gould Cozzens por By Love Possessed y posteriormente 700,000 dólares a James A. Michener por The Source. Sin embargo, tengo entendido que la práctica se ha llevado al extremo en los últimos años y que ha dado lugar a varios de los problemas actuales en la industria de los libros.

## La Familia Fawcett
El "Capitán Billy" Fawcett y Claire tuvieron cuatro hijos y una hija: Roger, Wilford, Marion Claire, Gordon Wesley y Roscoe. De pequeño Roscoe Kent Fawcett asistió a la escuela de Minneapolis y tenía tareas tales como limpiar el polvo de los muebles y limpiar las playas en Breezy Point Resort, antes de convertirse en vicepresidente y gerente en circulación para la empresa familiar. Tras la muerte del Capitán Billy, sus hijos, incluyendo Roscoe Fawcett, manejaron el Breezy Point Resort por una temporada antes de venderlo. Sin embargo, Roscoe Fawcett mantuvo su propio retiro privado para la caza llamado Tsawhawbitts Inn (pronunciado  Cha-ha-bich ), en Jarbidge, Nevada, con cerca de 8,000 metros cuadrados.
Roscoe Fawcett también fue un veterano de la Segunda Guerra Mundial, sirviendo para Ejército de Estados Unidos en la división antiaérea, y más tarde en la base Camp Haan]] en Riverside , California. Se casó dos veces, y tuvo cuatro hijos antes de morir a los 86 años en Brainerd, Minnesota. Si hijo Roscoe Fawcett Jr., se convirtió en el editor para la revista American Fitness.
Gordon Fawcett nació en Minneapolis, 1912 y graduándose de la Universidad de Minnesota en 1934 y se casó con Vivian Peterson a los 23 años, antes de mudarse a la ciudad de Los Ángeles, California. Ahí fue director de Fawcett Publications y mantuvo el puesto de secretario-tesorero cuando la empresa se movió Greenwich, Connecticut, en 1940. Murió a los 81 años cuando murió en el West Palm Beach, Florida, el 16 de enero de 1993. Gordon Fawcett tuvo cuatro hijos, su hija Vivian, y sus hijos Dennis; David; y Gordon Jr. Fawcett Publications era un negocio familiar, y así lo reflejaba la lista de los accionistas de la compañía: Claire Sue Bagg, James Wesley Bagg, Marion Fawcett Bagg, William Bagg, Gordon W. Fawcett, Helen Aline Fawcett, John Fawcett, John Roger Fawcett, mary Blair Fawcett, Blair Redding Fawcett, Michael Blair Fawcett, Roger K. Fawcett, Roscoe Kent Fawcett, Marie F. Fawcett, Thomas Knowlton Fawcett, Vivian D. Fawcett, WH Fawcett, Jr., W. H. Fawcett III, William Blair Fawcett, Virginia Kerr, Mira Rey, Gloria Fawcett Leary y Eva Roberts. El consultor de Internet Travis Fawcett, es hijo de John Roger Fawcett. Wilford Hamilton "Buzz" Fawcett IV es un abogado en Washington D. C..
Las oficinas de Fawcett Publications en 67 West 44th Street, en Manhattan, donde el vicepresidente Roger Fawcett decidió adornar el pasillo de los editores con un dispensador de bebidas en forma de un pene de oro en la estatua de un hombre desnudo. Roger Fawcett necesario escribir un libro sobre la familia y publicó  Notes on the Fawcett Family :

Wilford Hamilton Fawcett nació el 27 de abril de 1885, en Brantford, Ontario, Canadá. Y su vida estaría llena de placeres. Tenía algunos momentos casuales, pero la vida siempre fluyo a su beneficio. ¡Hoy aquí y mañana ya no! 

María B. Neilson y el Dr. John Fawcett tuvieron ocho hijos: seis niños y dos niñas. Wilford fue el tercer hijo. John W. Fawcett, el primogénito se convirtió en reportero para el Chicago Tribune y a los 30 años murió en un accidente automovilístico. Gordon solo vivió dos años. Roscoe fue el cuarto y manejó el negocio editorial desde 1923 hasta 1936 en lugar de su hermano mayor, que se encontraba en un recorrido por todo el mundo en barco durante meses. Sus otras dos hijas fueron Margaret y Eva. Margaret tuvo dos niñas y Eva dos hijos y una niña. Sin embargo Margaret y Eva murieron. 
Clarence Fawcett fue la oveja negra de la familia, siendo un maquinista de tranvía en Portland, Oregon. Tuvo dos hijos, Leland y Robert. Leland se convirtió en gerente de un supermercado y Robert se unió a la Fuerza Aérea del Ejército de los Estados Unidos. 
Harvey Fawcett, el más joven se convirtió en gerente del negocio de su padre, hasta que fue descubierto cobrando una comisión de un dólar por cada tonelada de papel comprada. Luego de ser despedido, Harvey publicó la revista The Calgary Eye Opener.
Mi hijo menor, Tom, me preguntó hará un año más o menos si su abuelo fue un genio. Le contesté que no, que había sido brillante. También comenté que el bisabuelo de Tom, Dr. John, era casi un genio cuando menos. Él no solo fue un médico, por cierto, que me trajo a este mundo, sino que también manejó primer barco de vapor por el Red River para traer trigo de Winnipeg, Manitoba a Fargo, Dakota del Norte, para luego ser transportado a Minneapolis por ferrocarril para ser procesado. 
El Dr. John Fawcett fue también superintendente de las escuelas en Winnipeg durante algunos años. Tenía ya en su escritorio el diseño de un avión antes que los hermanos Wright, pero un viaje a Inglaterra evito que el proyecto pudiera ser financiado. 
Quizás su mayor hazaña fue organizar 150 hombres para viajar a Alaska desde Ontario durante la fiebre del oro. Pero estaba condenado al fracaso. A más de la mitad del trayecto, la caravana sufrió un clima de -40 °C, a causa de las fuertes nevadas y vientos huracanados. Antes de que decidieran volver, al menos 25 hombres se perdieron y otros 30 murieron antes de llegar a Ontario.
Acorde a su personalidad extravagante, Wilford huyó de casa a los 16 años para alistarse en el Ejército para participar en la insurrección filipina. Obviamente mintió sobre su edad, pues el requisito eran dieciocho años. Durante ese periodo la familia vivía en Grand Forks, North Dakota. 
En poco tiempo, el chico se encontraba de camino por barco a Mindanao, Filipinas. La guerra duró dos años, pero fue dado de alta seis meses antes debido a una herida que sufrió en la pierna derecha que se infectó y era imposible curarla mientras estuviera allá. Él se culpó por sentir que había desertado. 
Wilford se fue en barco de Filipinas a San Francisco y se propuso a tener última aventura debido a su infección fatal. Tenía $5,000 dólares en efectivo sin ningún problema. Esto gracias a que fuera de servicio contrabandeaba alcohol ilegal en las colinas para ser vendido a sus compañeros del ejército por unos $5,000 dólares, en esos días era equivalente a unos $ 50.000 dólares. 
Luego de San Francisco, viajó al sur hasta llegar a New Orleans, Louisiana. Mientras montaba el toro en un bar, le sugirieron que contactara con un médico rural a unos cuantos kilómetros de la ciudad. Se decía que el hombre podía curar con éxito infecciones, usando una variedad de hierbas. Por supuesto Wilford sería capaz de intentar cualquier cosa si dentro dos semanas estuviera totalmente curado pero la mayor parte de su dinero se habían agotado y decidió ir a Dakota por más efectivo. Luego de 5 días llegó a su casa en medio de la oscuridad, con miedo de enfrentarse a su padre, al saber que sería severo. La primera noche la pasamos en el pajar del granero de la familia. 
Por la mañana, vio a su hermano Roscoe fuera y le hizo un gesto para que fuera al granero. Después del platicar durante un rato, Roscoe convenció a su hermano de que su padre le había perdonado y en realidad estaba un poco orgulloso de que se uniera al ejército a esa edad. 
Ese mismo otoño, Wilford regresó a la escuela secundaria y se convirtió en un futbolista destacado en Grand Forks. Era un corredor que pesaba 180 libras, llevando al equipo escolar al campeonato del estado de North Dakota. El juego contra South Dakota siempre fue muy competitivo, por lo que un juego con los campeones del Sur sería jugado en Sioux Falls. Antes de iniciar el partido mi padre apostó todo el dinero que tenía North Dakota. No tuvieron rival. El marcador fue 48-0 y la estrella era "Chinaman" Fawcett, como sus compañeros de equipo lo nombraron. 
El equipo no estaba listo para volver al día siguiente. Así que, con su dinero recién ganado, pasamos una gran noche en la ciudad. Terminaron en un burdel local, donde pasamos un buen rato. Pero los entrenadores se enteraron de la escapada y fueron reportados con el director de la escuela, quien notificó a los padres y penalizó a los jugadores durante una semana. Aunque nuestro Padre dijo que había valía la pena, pues cree que los entrenadores estaban celosos por no haber sido invitados. 
Nuestro Padre se casó con Viva Claire Meyers, de la pequeña ciudad de Hawarden, Iowa en 1906 a la edad de 21. Nuestra Madre tenía la misma edad que él. El matrimonio tuvo cinco hijos - Marion y Wilford, Jr., gemelos, Roger, Gordan y Roscoe en ese orden. Esta unión duró unos 12 años antes de divorciarse y tener dos matrimonios más.

Wilford se enlistó en Fort Snelling, St. Paul, para la Primera Guerra Mundial y pasó el tiempo en Camp Georgia. Con el tiempo ganó el título de capitán, de ahí su mote, Capitán Billy. Como había sido un reportero en elMinneapolis Tribune, le gustaba escribir, estaba en su sangre. Por cierto, Floyd Gibbons, que llevaba un parche en un ojo, estaba en el papel al mismo tiempo. Fue despedido y luego consiguió un trabajo en el Chicago Tribune que luego lo envió a Europa como corresponsal de guerra, donde se convirtió- Roger Fawcett - Notes on the Fawcett Family

Debido a su cáncer, Roger Fawcett dejó de escribir la historia de su familia en ese punto y jamás la retomó. PIPL: Travis Fawcett

## Adquisición e historia reciente
El mercado de cómics en declive durante la década de 1950, junto con una demanda, dio lugar a que Fawcett cerrara su línea historietas. Lash La Rue, Nyoka, Strange Suspense Stories y otros títulos fueron vendidos a Charlton Comics. En 1972, DC Comics compró la licencia del Capitán Marvel, ofreciendo nuevas historias. En 1991, DC compró todos sus personajes Marvel y relacionados.
En 1970, Fawcett compró la Popular Library de Perfect Film & Chemical Corporation y la renombró como Fawcett Books. Fawcett Publicaciones fue comprada por CBS Publications en 1977 por $50 millones de dólares. Cuando Ballantine Books (una división de Random House) adquirió Fawcett Books en 1982, mientras que Popular Library se vendió a Warner Communications y heredó una lista con autores como William Bernhardt, Amanda Cruz, Stephen Frey, P. D. James, William X. Kienzle, Anne Perry, Daniel Silva, Peter Straub y Margaret Truman. Fawcett se convirtió en sede oficial de marketing de Ballantine Books.
En 1987, un alto ejecutivo de Fawcett, Peter G. Diamandis y un equipo de gestión negociaron la compra por $650 millones, luego vendieron seis títulos para recaudar $250 millones más. Diamandis Communications, Inc. se vendió el año próximo a Hachette Publicaciones por $712 millones de dólares.
Un festival anual de cuatro días celebrado en Robbinsdale, Minnesota lleva por nombre Whiz Bang Days. Para conmemorar los años de gloria de Fawcett Publications que comenzaron durante la Segunda Guerra Mundial. El edificio Fawcett Publicaciones que permaneció de pie durante décadas, fue derribado a mediados de la década de 1990.